# サイフォン (競走馬)
サイフォン (Siphon) は、ブラジルで生産された競走馬及び種牡馬である。ブラジルでデビューした後に、アメリカに移籍してハリウッドゴールドカップなどで優勝した。1998年に種牡馬入り、早世したためあまり多くの産駒は残せなかったが、ハリウッドフューチュリティ優勝馬Siphonicなどを輩出した。

## 経歴
父Itarajaはシカンブル系の仏サンクルー大賞優勝馬Felicioがブラジルに渡って輩出した産駒であり、競走馬としてリオ三冠など7戦7勝の成績を残した。母Ebreaもブラジルにおいて生産された馬であり、その牝系は1900年頃にイギリスから南米(アルゼンチン)に渡ったものである。
サイフォンは2歳になった1993年4月にブラジルでのデビュー戦で勝利すると、続けてジョゼ・ソウザ・ケイロス会長大賞(伯G3)、アントニオ・コレア・バルボザ会長大賞(伯G2)、ジュリアーノ・マルティンス大賞(伯G1)と重賞を連勝し、4戦4勝の成績となった。その後、11月からはアルゼンチンへ遠征したが、アルゼンチンではナシオナル大賞(亜G1・ダート2500m)で4着、カルロスペレグリーニ大賞(亜G1・芝2400m)で13着と2戦して未勝利に終わった。
4歳になった1995年にはアメリカに移籍し、スポートペイジハンデキャップ(米G3・ダート7f)に優勝し、エイシェントタイトルハンデキャップ(米G3・ダート6f)で2着に入った。
5歳になった1996年はさらに充実して、ハリウッドゴールドカップ(米G1・ダート10f) 優勝、マーヴィンリロイハンデキャップ(米G2・ダート8.5f)優勝、パシフィッククラシックステークス(米G1・ダート10f) 3着、パロスヴェルデスハンデキャップ(米G3・ダート6f)2着の成績を残した。
6歳の1997年は同年2戦目のサンタアニタハンデキャップ(米G1・ダート10f)でジェントルメンやフォーマルゴールドといった強豪馬を破る活躍を示した。その後もドバイワールドカップ(首G1・ダート2000m)でシングスピールの2着、ハリウッドゴールドカップとパシフィッククラシックステークスでともにジェントルメンの2着と活躍したが、10月のジョッキークラブゴールドカップで4着に敗れたのを最後に競走生活を引退した。

## おもな産駒
- Siphonic(USA,1999) - 2001ハリウッドフューチュリティステークス
- I'm the Tiger(USA,2000) - 2005フランク・J・ドゥフランシスメモリアルダッシュステークス
- Delosvientos(USA,2003) - 2008ブルックリンハンデキャップ
- Siphon City(USA,2002) - 2006プレーリーメドウズコーンハスカーハンデキャップ
- Siphonizer(USA,2001) - 2003デルマーフューチュリティ
- Sharp Impact(USA,2000) - 2003レキシントンステークス
- ゴールドマジンガー(USA,2001) - 2007尾張名古屋杯
- Nebbione(BRZ,2007) - 2012カルロス・P・バロス会長大賞
- Siphonica(USA,2000) - 2003アルファロ&ペレス賞

### 母父としての主な産駒
- エイシンブルズアイ(USA,2011) - 2016オーシャンステークス

## 血統表
| サイフォンの血統（プリンスビオ系＞シカンブル系/ Maki S4×M4、Dragon Blanc S5×M5） | サイフォンの血統（プリンスビオ系＞シカンブル系/ Maki S4×M4、Dragon Blanc S5×M5） | サイフォンの血統（プリンスビオ系＞シカンブル系/ Maki S4×M4、Dragon Blanc S5×M5） | （血統表の出典） | （血統表の出典） |
| 父 Itajara 1983 鹿毛                                                             | 父の父Felicio 1965 鹿毛                                                          | Shantung                                                                         | Sicambre         | Sicambre         |
| 父 Itajara 1983 鹿毛                                                             | 父の父Felicio 1965 鹿毛                                                          | Shantung                                                                         | Barley Corn      |                  |
| 父 Itajara 1983 鹿毛                                                             | 父の父Felicio 1965 鹿毛                                                          | Fighting Edie                                                                    | ガーサント       | ガーサント       |
| 父 Itajara 1983 鹿毛                                                             | 父の父Felicio 1965 鹿毛                                                          | Fighting Edie                                                                    | Edie Kelly       |                  |
| 父 Itajara 1983 鹿毛                                                             | 父の母Apple Honey 1975 鹿毛                                                      | Falkland                                                                         | Right Royal      | Right Royal      |
| 父 Itajara 1983 鹿毛                                                             | 父の母Apple Honey 1975 鹿毛                                                      | Falkland                                                                         | Argentina        |                  |
| 父 Itajara 1983 鹿毛                                                             | 父の母Apple Honey 1975 鹿毛                                                      | Irish Song                                                                       | Maki             | Maki             |
| 父 Itajara 1983 鹿毛                                                             | 父の母Apple Honey 1975 鹿毛                                                      | Irish Song                                                                       | Udaipur          |                  |
| 母 Ebrea 1979 栗毛                                                               | 母の父Kublai Khan 1968 栗毛                                                      | Sideral                                                                          | Seductor         | Seductor         |
| 母 Ebrea 1979 栗毛                                                               | 母の父Kublai Khan 1968 栗毛                                                      | Sideral                                                                          | Starling         |                  |
| 母 Ebrea 1979 栗毛                                                               | 母の父Kublai Khan 1968 栗毛                                                      | Fantasista                                                                       | Tatan            | Tatan            |
| 母 Ebrea 1979 栗毛                                                               | 母の父Kublai Khan 1968 栗毛                                                      | Fantasista                                                                       | Fantasy          |                  |
| 母 Ebrea 1979 栗毛                                                               | 母の母Resela 1971 鹿毛                                                           | Svengali                                                                         | Fort Napoleon    | Fort Napoleon    |
| 母 Ebrea 1979 栗毛                                                               | 母の母Resela 1971 鹿毛                                                           | Svengali                                                                         | Tacy             |                  |
| 母 Ebrea 1979 栗毛                                                               | 母の母Resela 1971 鹿毛                                                           | Eridan                                                                           | Maki             | Maki             |
| 母 Ebrea 1979 栗毛                                                               | 母の母Resela 1971 鹿毛                                                           | Eridan                                                                           | Urisca F-No.4-b  |                  |